# Wilhelm Hohenzollern (1882–1951)
Wilhelm von Preußen, niem. Friedrich Wilhelm Victor August Ernst von Hohenzollern (ur. 6 maja 1882 w Poczdamie, zm. 20 lipca 1951 w Hechingen) – ostatni następca tronu (Kronprinz) Prus i Niemiec, syn cesarza Wilhelma II i Augusty Wiktorii ze Szlezwika-Holsztynu-Augustenburga.

## Życiorys
Książę Wilhelm urodził się 6 maja 1882 roku w Poczdamie. Lata szkolne spędził w Domu Książęcym w Plön. W wieku dziesięciu lat został, zwyczajem przyjętym w domu panującym, wcielony do pułku gwardyjskiego. Była to kwestia formalna, ale mały książę musiał uczestniczyć w paradach i ćwiczeniach. Następnie studiował na Uniwersytecie w Bonn. W czasie studiów, podobnie jak ojciec, należał do korporacji akademickiej Corps Borussia Bonn. Nie mieszkał wraz z innymi studentami, lecz wynajmował specjalnie dla niego przygotowaną willę. Już w trakcie nauki rozpoczął „dorosłą” karierę wojskową. W wieku osiemnastu lat został podporucznikiem służby czynnej w 1. Pułku Piechoty Gwardii. W 1911 roku trafił do Gdańska w związku z objęciem dowództwa 1. Regimentu Brygady Przybocznej Huzarów. W Gdańsku stacjonował przez dwa lata od 1911 do 1913 roku. W tym czasie zamieszkiwał w willi przy Hauptstrasse 98 (dziś Al. Grunwaldzka 114; ówczesny budynek nie zachował się). Uczestniczył w I wojnie światowej jako oficer. Objął formalne dowództwo nad 5. armią. Brał udział w bitwie pod Verdun. Faktycznym dowódcą do 21 sierpnia 1916 roku był generał Konstantin Schmidt von Knobelsdorf, a następnie generał baron Walther von Lüttwitz. Podporządkowanie Wilhelma obu generałom było zgodne z życzeniem cesarza.
Po wojnie i abdykacji ojca, za namową Paula von Hindenburga zrzekł się praw do tronu i wyjechał do Holandii. Zrobił to, aby uniknąć wojny domowej (ku wielkiemu rozczarowaniu grupy zwolenników utrzymania monarchii z hrabią Fryderykiem von der Schulenburgiem na czele). Na wygnaniu skazany był przez królową holenderską Wilhelminę na areszt domowy w probostwie na opustoszałej wyspie Wieringen, na północy kraju. W 1923 powrócił do Niemiec i do Berlina, gdzie zaczął wieść bardzo swobodne życie, spędzając czas na koktajlach i szalonych przyjęciach, z dala od żony, przekonany, iż Hohenzollernowie nigdy już nie wrócą na tron. W 1932 był wymieniany jako jeden z kandydatów na prezydenta Republiki Weimarskiej, jednakże cesarz Wilhelm II nie wyraził zgody na jego kandydowanie. Syna i ojca dzieliła głęboka przepaść, ponieważ syn od wczesnej młodości cieszył się sławą niezmordowanego uwodziciela, co nie podobało się ojcu. Był znany również jako miłośnik sportu (w 1908 ufundował Puchar Kronprinza w piłce nożnej, obecnie Puchar Niemiec).
Wilhelm odmówił wstąpienia do partii nazistowskiej. Choć spotykał się z Hitlerem, nie prosił o żadne godności i zaszczyty. Sceptycznie wypowiadał się też o zapewnieniach nazistów, którzy deklarowali chęć odtworzenia monarchii. Po zamordowaniu jego przyjaciela, byłego kanclerza Kurta von Schleichera w czasie nocy długich noży w 1934, całkowicie wycofał się z życia politycznego. W latach międzywojennych rezydował głównie w swych prywatnych posiadłościach pałacu Cecilienhof w Poczdamie i w zamku oleśnickim na Dolnym Śląsku. Po śmierci ojca w 1941 został głową domu Hohenzollernów. W końcówce II wojny światowej został pojmany przez Francuzów w austriackim Vorarlbergu i uwięziony przez trzy tygodnie na rozkaz gen. Jeana de Lattre de Tassigny w Lindau, a następnie umieszczony w areszcie domowym w zamku Hohenzollern. Umarł na atak serca niemal dokładnie dziesięć lat po ojcu, 20 lipca 1951, i został pochowany w zamku Hohenzollern.

## Odznaczenia
Odznaczenia niemieckie do 1918, a zagraniczne do 1911:
- Order Orła Czarnego z Łańcuchem (Prusy)
- Order Wojskowy Pour le Mérite (1915, Prusy)[8]
- Order Wojskowy Pour le Mérite z Liśćmi Dębu (1916, Prusy)
- Krzyż Wielki Orderu Orła Czerwonego z Liśćmi Dębu i Koroną (Prusy)
- Order Królewski Korony I Klasy (Prusy)
- Krzyż Wielkiego Komandora Orderu Królewskiego Hohenzollernów (Prusy)
- Krzyż Żelazny I Klasy (Prusy)
- Krzyż Honorowy I Klasy Orderu Książęcego Hohenzollernów (Hohenzollern)
- Krzyż Wielki Orderu Alberta Niedźwiedzia z Mieczami (Anhalt)
- Krzyż Fryderyka v. Krzyż Zasługi Wojskowej (Anhalt)
- Order Wierności (Badenia)
- Krzyż Wielki Orderu Bertholda I (Badenia)
- Order Świętego Huberta (Bawaria)
- Krzyż Wielki Orderu Wojskowego Maksymiliana Józefa (Bawaria)
- Krzyż Wielki Orderu Henryka Lwa (Brunszwik)
- Krzyż Zasługi Wojskowej (Brunszwik)
- Krzyż Hanzeatycki (Brema)
- Krzyż Hanzeatycki (Hamburg)
- Krzyż Hanzeatycki (Lubeka)
- Wielka Wstęga Orderu Leopolda (Belgia)
- Krzyż Wielki Orderu Krzyża Południa (Brazylia)
- Order Smoka Podwójnego I Klasy (Chiny)
- Order Słonia (Dania)
- Krzyż Wielki Orderu Zbawiciela (Grecja)
- Order Podwiązki (Wielka Brytania)
- Krzyż Wielki Orderu Ludwika (Hesja)
- Medal Waleczności (Hesja)
- Order Annuncjaty (Włochy)
- Order Chryzantemy (Japonia)
- Krzyż Honorowy Wojenny (Lippe)
- Krzyż Zasługi Wojennej (Lippe)
- Krzyż Wielki z Koroną w Rudzie z Łańcuchem Orderu Korony Wendyjskiej (Meklemburgia-Schwerin)
- Krzyż Zasługi Wojskowej I Klasy (Meklemburgia-Schwerin)
- Krzyż Wielki Orderu Świętego Karola (Monako)
- Krzyż Wielki Orderu Lwa Niderlandzkiego (Holandia)
- Order Świętego Olafa z Łańcuchem (Norwegia)
- Krzyż Wielki z Koroną i Łańcuchem Orderu Zasługi (Oldenburg)
- Order Świętego Stefana (Austro-Węgry)
- Order Lwa i Słońca I Klasy (Persja)
- Wstęga Trzech Orderów (Portugalia):
  - Krzyż Wielki Orderu Chrystusa
  - Krzyż Wielki Orderu Świętego Benedykta z Avis
  - Krzyż Wielki Orderu Świętego Jakuba od Miecza
- Krzyż Wielki Orderu Wieży i Miecza (Portugalia)
- Krzyż Zasługi Wojennej (Reuss)
- Krzyż Wielki Orderu Korony (Rumunia)
- Order Świętego Andrzeja (Rosja)
- Order Świętego Aleksandra Newskiego (Rosja)
- Order Orła Białego (Rosja)
- Order Świętej Anny I Klasy (Rosja)
- Order Świętego Stanisława I Klasy (Rosja)
- Order Domowy Korony Rucianej (Saksonia)
- Komandor I Klasy Orderu Wojskowego Świętego Henryka (Saksonia)
- Krzyż Wielki z Mieczami Orderu Domowego Sokoła Białego (Saksonia-Weimar)
- Krzyż Wielki z Mieczami Orderu Domowego Ernestyńskiego (Saksonia)
- Krzyż Odznaki Honorowej za Zasługi Wojenne (Saksonia-Mein)
- Order Królewski Serafinów (Szwecja)
- Krzyż Wielki Orderu Orła Białego (Serbia)
- Order Domowy Chakri I Klasy (Syjam)
- Order Złotego Runa (Hiszpania)
- Order Imtiyaz (Turcja)
- Order Sławy (Turcja)
- Order Osmana I Klasy z Brylantami (Turcja)
- Krzyż Wielki Orderu Korony (Wirtembergia)
- Krzyż Wielki Orderu Zasługi Wojskowej (Wirtembergia)
- Królewski Łańcuch Wiktoriański (1904, Wielka Brytania)[9]

## Małżeństwo i potomstwo
6 czerwca 1905 w Berlinie Wilhelm ożenił się z Cecylią Augustą Marią, księżniczką Meklemburgii-Schwerinu (1886–1954), córką księcia Fryderyka Franciszka III i wielkiej księżnej Anastazji Michajłownej Romanowej. Para doczekała się sześciorga dzieci:
- Wilhelma (1906–1940), który zrzekł się praw do tronu i zginął we Francji w czasie II wojny światowej, męża Doroty von Salviati;
- Ludwika Ferdynanda (1907–1994), księcia Prus, męża Kiry Kiriłłownej Romanowej,
- Huberta (1909–1950), męża (1) Marii Anny von Humboldt-Dachroeden, (2) Magdaleny Pauliny Reuß zu Köstritz,
- Fryderyka (1911–1966), męża Lady Brigid Guinness,
- Aleksandryny (1915–1980), z zespołem Downa,
- Cecylii (1917–1975), żony Clyda K. Harrisa.

Wilhelm prowadził życie arystokratycznego bon vivanta. Był typowym dandysem – typem przesadnie dbającego o wykwintne maniery i zgodny z ostatnimi wymogami modny strój, arystokratycznym elegantem. Miał upodobanie do koni wyścigowych, szybkich samochodów i pięknych kobiet, co nie zjednywało mu wyłącznie przyjaciół. Zarzucano mu brak zainteresowania sprawami państwowymi na rzecz dbania o własne wygody i przyjemności. Książę paradował często w otoczeniu pięknych kobiet. Ostatnią z nich była wówczas berlińska tancerka kabaretowa Gerda Puhlmann.

## Genealogia
| Prapradziadkowie | król pruski Fryderyk Wilhelm III Hohenzollern (1770–1840) ∞1793 Luiza Augusta z Meklemburgii-Strelitz (1776–1810)                        | wielki książę Saksonii-Weimar-Eisenach Karol II Fryderyk (1783–1853) ∞1804 Maria Pawłowna Romanowa (1786–1859)                           | książę Saksonii-Coburg-Gotha Ernest I z Saksonii-Coburga-Gothy (1784–1844) ∞1817 Ludwika z Saksonii-Gothy-Altenburga (1800–1831)         | Edward August Hanowerski (1767–1820) ∞1818 Wiktoria z Saksonii-Coburga-Saalfeld (1786–1861)                                              | książę Szlezwiku-Holsztynu Fryderyk Chrystian II ze Szlezwiku-Holsztynu-Sonderburg-Augustenburg (1765–1814) ∞1786 Luiza Augusta Oldenburg (1771–1843)           | Chrystian Konrad Danneskjold-Samsøe (?–?) ∞? NN | Karol Ludwik zu Hohenlohe-Langenburg (1762–1825) ∞1786 Amalie Henriette zu Solms-Baruth (1768−1847)                                                             | Emich Carl zu Leiningen (1763–1814) ∞1803 Wiktoria z Saksonii-Coburga-Saalfeld (1786–1861)                                                                      |                                  |
| Pradziadkowie    | cesarz niemiecki Wilhelm I Hohenzollern (1797–1888) ∞1829 Augusta z Saksonii-Weimaru-Eisenach (1776–1810)                                | cesarz niemiecki Wilhelm I Hohenzollern (1797–1888) ∞1829 Augusta z Saksonii-Weimaru-Eisenach (1776–1810)                                | Albert z Saksonii-Coburg-Gotha (1819–1861) ∞1840 królowa Wielkiej Brytanii Wiktoria Hanowerska (1819–1901)                               | Albert z Saksonii-Coburg-Gotha (1819–1861) ∞1840 królowa Wielkiej Brytanii Wiktoria Hanowerska (1819–1901)                               | książę Szlezwika-Holsztynu Chrystian August II ze Szlezwika-Holsztynu-Sonderburg-Augustenburg (1798–1869) ∞ 1820 Ludwika Zofia Danneskjold-Samsøe (1796–1867)   | książę Szlezwika-Holsztynu Chrystian August II ze Szlezwika-Holsztynu-Sonderburg-Augustenburg (1798–1869) ∞ 1820 Ludwika Zofia Danneskjold-Samsøe (1796–1867)   | Ernest zu Hohenlohe-Langenburg (1794–1860) ∞1828 Anna Teodora zu Leiningen (1807–1872)                                                                          | Ernest zu Hohenlohe-Langenburg (1794–1860) ∞1828 Anna Teodora zu Leiningen (1807–1872)                                                                          |                                  |
| Dziadkowie       | cesarz niemiecki Fryderyk III Hohenzollern (1831–1888) ∞1858 Wiktoria Adelajda z Saksonii-Coburg-Gotha (1840-1901)                       | cesarz niemiecki Fryderyk III Hohenzollern (1831–1888) ∞1858 Wiktoria Adelajda z Saksonii-Coburg-Gotha (1840-1901)                       | cesarz niemiecki Fryderyk III Hohenzollern (1831–1888) ∞1858 Wiktoria Adelajda z Saksonii-Coburg-Gotha (1840-1901)                       | cesarz niemiecki Fryderyk III Hohenzollern (1831–1888) ∞1858 Wiktoria Adelajda z Saksonii-Coburg-Gotha (1840-1901)                       | książę Szlezwika-Holsztynu Fryderyk VIII ze Szlezwika-Holsztynu-Sonderburg-Augustenburg (1829–1880) ∞1856 Adelajda Wiktoria zu Hohenlohe-Langenburg (1835–1900) | książę Szlezwika-Holsztynu Fryderyk VIII ze Szlezwika-Holsztynu-Sonderburg-Augustenburg (1829–1880) ∞1856 Adelajda Wiktoria zu Hohenlohe-Langenburg (1835–1900) | książę Szlezwika-Holsztynu Fryderyk VIII ze Szlezwika-Holsztynu-Sonderburg-Augustenburg (1829–1880) ∞1856 Adelajda Wiktoria zu Hohenlohe-Langenburg (1835–1900) | książę Szlezwika-Holsztynu Fryderyk VIII ze Szlezwika-Holsztynu-Sonderburg-Augustenburg (1829–1880) ∞1856 Adelajda Wiktoria zu Hohenlohe-Langenburg (1835–1900) |                                  |
| Rodzice          | cesarz niemiecki Wilhelm II Hohenzollern (1859–1941) ∞1881 Augusta Wiktoria ze Szlezwika-Holsztynu-Sonderburga-Augustenburga (1858–1921) | cesarz niemiecki Wilhelm II Hohenzollern (1859–1941) ∞1881 Augusta Wiktoria ze Szlezwika-Holsztynu-Sonderburga-Augustenburga (1858–1921) | cesarz niemiecki Wilhelm II Hohenzollern (1859–1941) ∞1881 Augusta Wiktoria ze Szlezwika-Holsztynu-Sonderburga-Augustenburga (1858–1921) | cesarz niemiecki Wilhelm II Hohenzollern (1859–1941) ∞1881 Augusta Wiktoria ze Szlezwika-Holsztynu-Sonderburga-Augustenburga (1858–1921) | cesarz niemiecki Wilhelm II Hohenzollern (1859–1941) ∞1881 Augusta Wiktoria ze Szlezwika-Holsztynu-Sonderburga-Augustenburga (1858–1921)                        | cesarz niemiecki Wilhelm II Hohenzollern (1859–1941) ∞1881 Augusta Wiktoria ze Szlezwika-Holsztynu-Sonderburga-Augustenburga (1858–1921)                        | cesarz niemiecki Wilhelm II Hohenzollern (1859–1941) ∞1881 Augusta Wiktoria ze Szlezwika-Holsztynu-Sonderburga-Augustenburga (1858–1921)                        | cesarz niemiecki Wilhelm II Hohenzollern (1859–1941) ∞1881 Augusta Wiktoria ze Szlezwika-Holsztynu-Sonderburga-Augustenburga (1858–1921)                        |                                  |
| Probant          | Wilhelm Hohenzollern (1882–1951) | Wilhelm Hohenzollern (1882–1951) | Wilhelm Hohenzollern (1882–1951) | Wilhelm Hohenzollern (1882–1951) | Wilhelm Hohenzollern (1882–1951) | Wilhelm Hohenzollern (1882–1951) | Wilhelm Hohenzollern (1882–1951) | Wilhelm Hohenzollern (1882–1951) | Wilhelm Hohenzollern (1882–1951) |